# ماوريتسيو مارتينا
ماوريتسيو مارتينا (بالإيطالية: Maurizio Martina)‏ هو سياسي إيطالي، ولد في 9 سبتمبر 1978 في إيطاليا. حزبياً، نشط في الحزب الديمقراطي (2007 – ) وديمقراطيو اليسار (1998 – 2007).

## مناصب
- انتخب Secretary of the Democratic Party ‏ الحزب الديمقراطي (12 مارس 2018 – 17 نوفمبر 2018).
- انتخب عضو مجلس النواب في الجمهورية الإيطالية (19 مارس 2018 – ).
- انتخب Italian Minister of Agriculture ‏ (12 ديسمبر 2016 – 13 مارس 2018).
- انتخب Italian Minister of Agriculture ‏ (22 فبراير 2014 – 12 ديسمبر 2016).

## وصلات خارجية
- الموقع الرسمي